# Hypocreomycetidae
Hypocreomycetidae — підклас аскомікотових грибів класу Сордаріоміцети (Sordariomycetes). У більшості видів відсутні парафізи .

## Класифікація
Порядки:

Coronophorales

Halospheriales

Hypocreales

Melanosporales

Microascales
Incertae sedis роди:

Ascocodinaea

Conioscypha

Conioscyphascus

Etheirophora

Porosphaerellopsis